# Frizzle Fry
Frizzle Fry é o primeiro álbum de estúdio gravado pela banda Primus.

## Situação
Lançado em 1990, pela Caroline Records, apresenta o primeiro single da banda e de pequeno sucesso no rádio "John the Fisherman". Ele foi remasterizado em 2002. A remasterização dessa faixa inclui uma extra, chamada "Hello Skinny/Constantinople", um cover de The Residents.
"You Can't Kill Michael Malloy" é um trecho da música do Spend Poets de mesmo nome. O álbum produzido por, Matt Winegar, que também gravou e produziu Suck on This, foi um membro do grupo, e participou de um clip antes de "The Toys Go Winding Down". O início de "To Defy the Laws of Tradition" é um trecho da música "YYZ" da banda Rush em seu álbum de Moving Pictures, sampleado a partir da versão ao vivo de "John the Fisherman", que aparece no Suck on This. Outra exemplo também aparece no final do "Groundhog's Day", "Hey hey, Bob Cock here!" introdução falada da versão do álbum.
"Too Many Puppies" tem sido adotada por alguns eventos esportivos como música tema. A faixa "John the Fisherman" foi usada no vídeo game Guitar Hero II.

## Performance ao vivo
O álbum foi executado ao vivo, na sua totalidade, na turnê Hallucino-Genetics em 2004, e mais algumas vezes em 2010.

## Recepção

### Recepção crítica
Revendo o álbum para o Allmusic, Ned Raggett observa que "é muito fácil ver em retrospecto, quanto de uma mistura fui para o trabalho do grupo. Acena com a cabeça, mas, felizmente, algumas definitivas rouba a tudo, de Frank Zappa's arch humor e Funkadelic's a expansão para a Polícia's precoce, entrada sem eficácia de culturas e, de fato, isso faz muita Metallica." Ele afirma que "alguma coisa sobre Frizzle Frite é, em última análise, e perfeitamente de seu tempo e lugar." Robert Christgau simplesmente descreve o álbum como "Don Knotts Jr. junta-se o Minutemen."

### Recepção pública
Frizzle Frite foi bem recebido pelo público. No Ritmo da Sua Música com o álbum tem uma classificação média de 3.75 de 5 com base em mais de 2,550 classificações, e em Sputnikmusic o álbum tem um "excelente" classificação média de 4.2 de 5, com base em mais de 850 avaliações.

## Lista de faixas
A1	To Defy The Laws Of Tradition	6:40
A2	Ground Hog's Day	4:58
A3	Too Many Puppies	3:57
A4	Mr. Knowitall	3:48
A5	Frizzle Fry	6:02
B1	John The Fisherman	3:35
B2	You Can't Kill Michael Malloy	0:26
B3	The Toys Go Winding Down	4:33
B4	Pudding Time	4:06
B5	Sathington Willoby	0:24
B6	Spegetti Western	5:41
B7	Harold Of The Rocks	6:18
B8	To Defy	0:35

## Créditos

### Pessoal

#### Primus
- Les Claypool – baixo, contra-baixo elétrico, contrabaixo, vocais
- Larry LaLonde – guitarra eléctrica, guitarra acústica
- Tim Alexandre, também conhecido como "Herb" – bateria

#### Adicional de músicos
- Todd Huth – violão em "The Toys Go Winding Down"
- Sathington Willoughby Orquestra
  - Les Claypool também conhecido como "Snap" – banjo, cordas
  - Larry LaLonde aka "Segmentador" – guitarra
  - Tim Alexandre, também conhecido como "Erva" – órgão de brinquedo
  - Matt Winegar aka "Exxon" – piano de brinquedo
  - Todd Huth – violão

#### Produção
- Primus – produção
- Matt "Exxon" Winegar – produção (exceto "Olá Magro/Constantinopla")
- Ron Rigler – engenharia
- Matt Murman – segundo engenheiro
- Stephen Marcussen – remasterização

#### Arte Visual
- Lance "Link" Montoya – escultura
- "Snap" – aerografia, desenho animado,
- Paulo Haggard –  fotografia

### Estúdios
- Diferente de Pele, San Francisco, CA, EUA – gravação
- Marcussen Dominar, Los Angeles, CA, EUA – reinventando o conceito

## Refrences
1. ↑  «Guitar Hero II Final Tracklist Revealed». IGN. 9 de outubro de 2006. Consultado em 21 de julho de 2009
2. ↑  «Interview with Les Claypool of Primus: Odd Man Out | The Aquarian Weekly». Theaquarian.com. 8 de outubro de 2010. Consultado em 1 de março de 2013
3. ↑  Raggett, Ned.
4. ↑  "Robert Christgau: CG: Primus". www.robertchristgau.com.
5. ↑  «Frizzle Fry by Primus (Album, Funk Metal)». rateyourmusic.com. Sonemic. Consultado em 19 de outubro de 2015
6. ↑  «Primus - Frizzle Fry User Opinions». www.sputnikmusic.com. Sputnikmusic. Consultado em 19 de outubro de 2015
7. ↑  Frizzle Fry (remastered edition, liner notes). Primus. Prawn Song Records. 2002